# 조지아주의 주지사

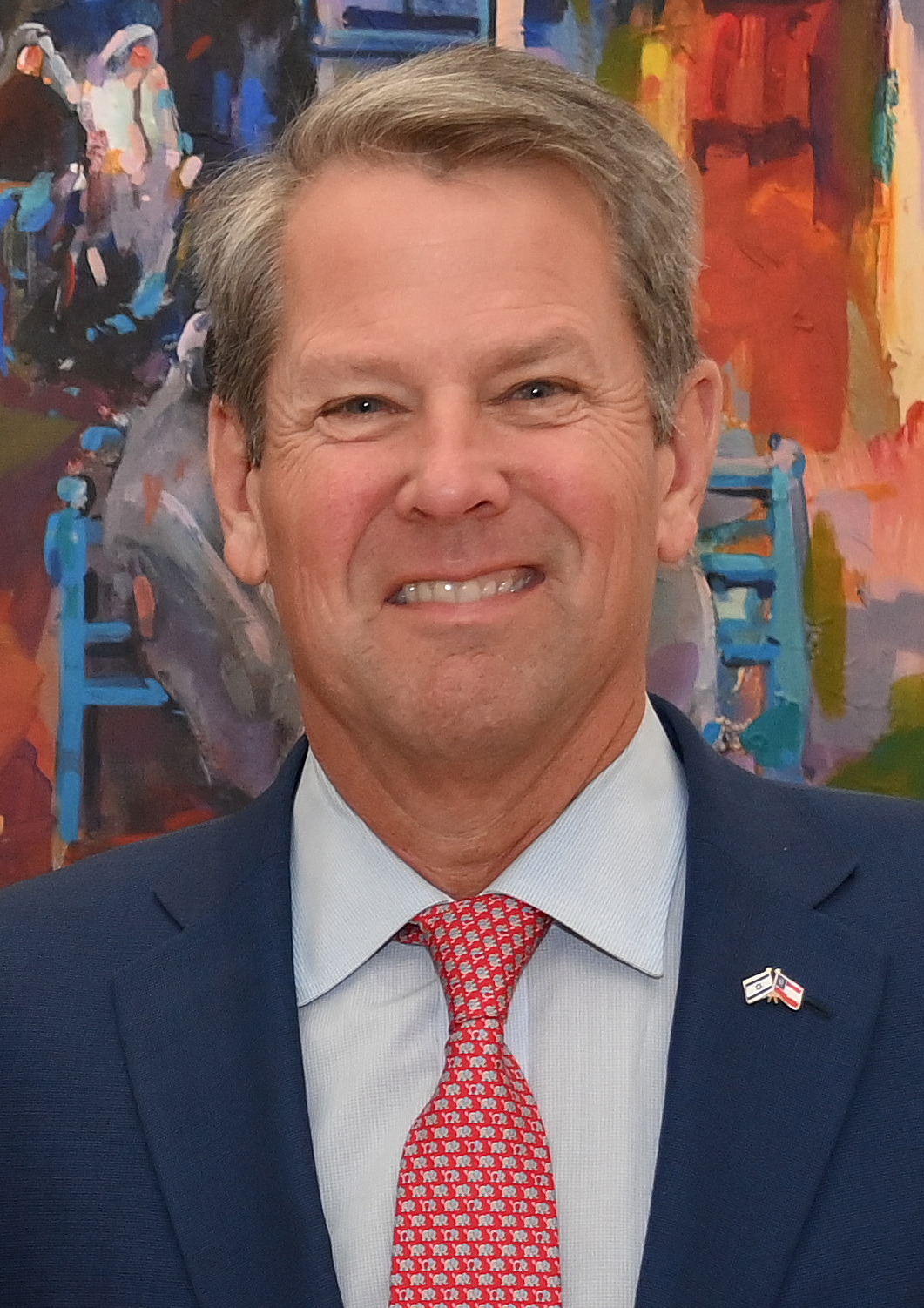
브라이언 켐프 현 조지아주지사

조지아주의 주지사(영어: Governor of Georgia)는 미국 조지아주의 정부수반이자 연방 복무 중이 아닐 때 주의 주 방위군 사령관, 주 방위군 사령관이다. 주지사는 또한 주법을 집행할 의무, 조지아 주의회에서 통과된 법안에 대한 거부권 또는 승인권, 주 의회를 특별 회기로 소집할 권한도 있다. 현재 주지사는 2019년 1월 14일에 취임한 공화당 의원 브라이언 켐프이다.

## 역사
조지아주에는 공식적으로 77명의 주지사가 있었으며, 여기에는 11명이 한 번 이상 재임했다. 조지아주는 원래 13개 식민지 중 하나였으며 1788년 1월 2일, 미국 헌법을 비준했다. 초창기에는 미국 독립 전쟁 중에 서배너의 주도가 점령되면서 주 권력 구조에 여러 격차와 분열이 발생하는 등 혼란스러웠다. 독립이 달성된 후 1830년대까지 조지아주는 민주당과 공화당이 확고하게 자리를 잡았고, 수십 년 동안 민주당과 휘그당이 경쟁하기 시작했다.
1861년 1월 19일, 연방에서 탈퇴했으며, 1861년 2월 4일, 아메리카 연합국의 창립 멤버였다. 남북 전쟁이 끝난 후 재건 중인 조지아주는 주지사 임명과 선거를 통제하는 제3군구의 일부였다. 재건 시대 기간 동안 조지아주에는 두 명의 공화당 주지사가 있었다. 그 후 조지아주는 1868년 7월 25일, 연방에 재입성되었고, 1869년 3월 3일, 재건 실패로 의회에서 제명되었으며, 1870년 7월 15일 다시 재입성되었다. 재건이 끝나고 주정부가 다시 스스로 통치할 수 있게 된 후 민주당은 향후 131년 동안 유일하게 선출된 정당이 되었다.

### 예외 및 누락
혁명 정부는 1778년 서배너 점령으로 혼란에 빠졌고, 이로 인해 다양한 수준의 영향력을 가진 여러 정부가 1780년에 재결합했다. 조지아주 공식 및 통계 등록부는 아치볼드 불록의 정부를 지지하기 위해 윌리엄 에웬 안전 위원회를 무시하고 윌리엄 글래스콕과 세스 존 커스버트 정부를 생략했다. 이 등록부에는 식민지 총독이 포함되어 있으며, 아치볼드 불록을 제7대 총독으로 등록했다.

## 승계
원래 공석이 발생하면 행정회의 의장이 주지사를 대행했다. 이는 1798년 상원 의장으로 변경되었다. 1945년 헌법에 따라 부지사의 사무실이 공석이 되면 주지사를 대행하는 부지사의 사무실이 만들어졌으며, 조지아주 헌법 제5조 제1항 제5호는 주지사가 사망하거나 무력화될 경우 승계 계획을 제시하고 있다. 첫 번째 후임자는 부지사가 될 것이고, 그 뒤를 이어 조지아주 하원의장이 될 것이다.